# 로쿠노헤정
로쿠노헤정(일본어: 六戸町 로쿠노헤마치[*])은 일본 아오모리현 가미키타군 동남부에 있는 정이다.
한쪽 면이 평탄한 지형에 형성되어 있어 눈에 띄는 높은 산·호수는 없다. 도와다호에서 발원하는 오이라세강이 동서로 흐르고 유역에는 논이 펼쳐진다. 적설은 많지 않고 연중 온화한 기후이다.

## 지리
가미키타군 동남부에 위치하며 도와다호에서 발원하는 오이라세강이 정 남부에서 동서로 흐른다. 중북부는 산본기하라로 불리는 대지이며 오이라세강에서 도와다시 호료에서 분기한 인공 하천 이나오이강(산본기하라 용수로)이 동쪽으로 흐르고 있다. 북부의 미사와시 경계 부근에는 오네누마강의 지류도 흐르고 있다.

### 인접한 자치체
- 도와다시
- 미사와시
- 가미키타군 도호쿠정, 오이라세정
- 산노헤군 고노헤정

## 역사
예로부터 '로쿠노헤'라는 지명은 어느 한 마을을 가리키던 호칭은 아니고 현 로쿠노헤정 이외에 오이라세정이나 미사와시 남부도 포함한 오이라세강(옛 아이사카강) 유역 일대를 가리킨 호칭이었다는 설이 있다.
- 1889년 - 오리모촌, 야나기마치촌, 고다이라촌, 쓰루바미촌, 이누오토세촌, 가미요시마치촌, 시모요시다촌 등 7개 촌의 합병으로 로쿠노헤촌이 성립하였다.
- 1957년 10월 1일 - 정으로 승격해 로쿠노헤정이 되었다.

## 교통

### 철도
- 도와다 관광 철도 도와다 관광 철도선

### 도로
- 국도 45호선

## 인구
| 연도 | 인구   | ±%     |
| ---- | ------ | ------ |
| 1950 | 9,911  | —      |
| 1960 | 11,281 | +13.8% |
| 1970 | 10,193 | −9.6%  |
| 1980 | 10,532 | +3.3%  |
| 1990 | 10,615 | +0.8%  |
| 2000 | 10,481 | −1.3%  |
| 2010 | 10,242 | −2.3%  |